# Novembre 1811

## Événements

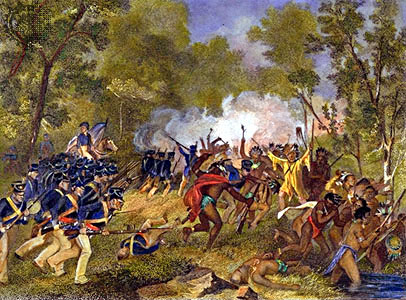
7 novembre:Bataille de Tippecanoe

- 6 - 8 novembre : le gouverneur William Henry Harrison, futur neuvième président des États-Unis défait les Indiens shawnees de Tecumseh, les Indiens ayant rompu le combat faute de munitions à la bataille de Tippecanoe (Indiana) dans la vallée de la rivière Wabash (deux cents morts de part et d'autre), et pille la ville indienne de Prophet's town[1].

- 29 novembre : combat de Pelagosa en Adriatique entre des frégates françaises et britanniques[2].

## Décès
- 27 novembre : Gaspar Melchor de Jovellanos, économiste et polygraphe espagnol (1744-1811).